# 공갈빵

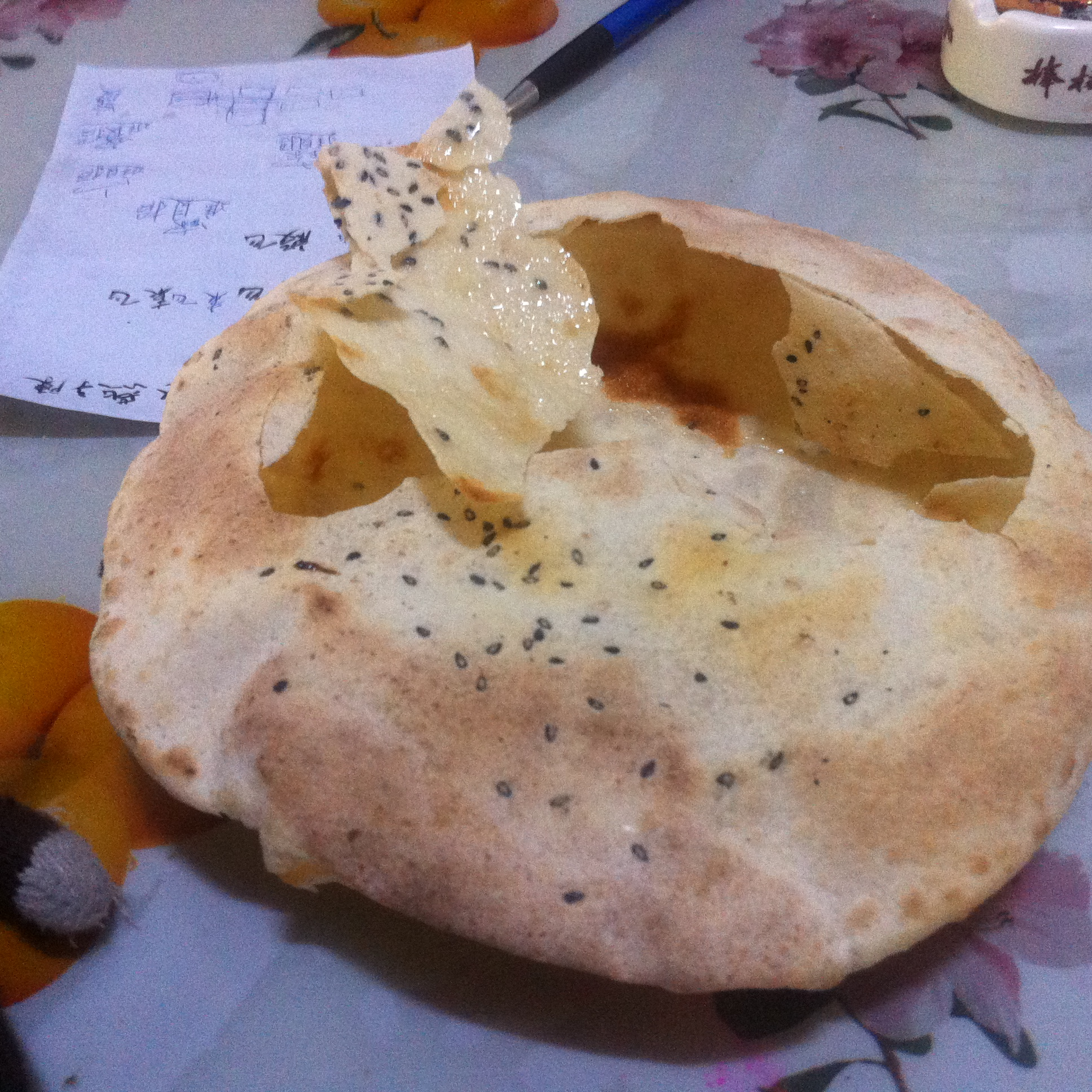
속이 빈 공갈빵

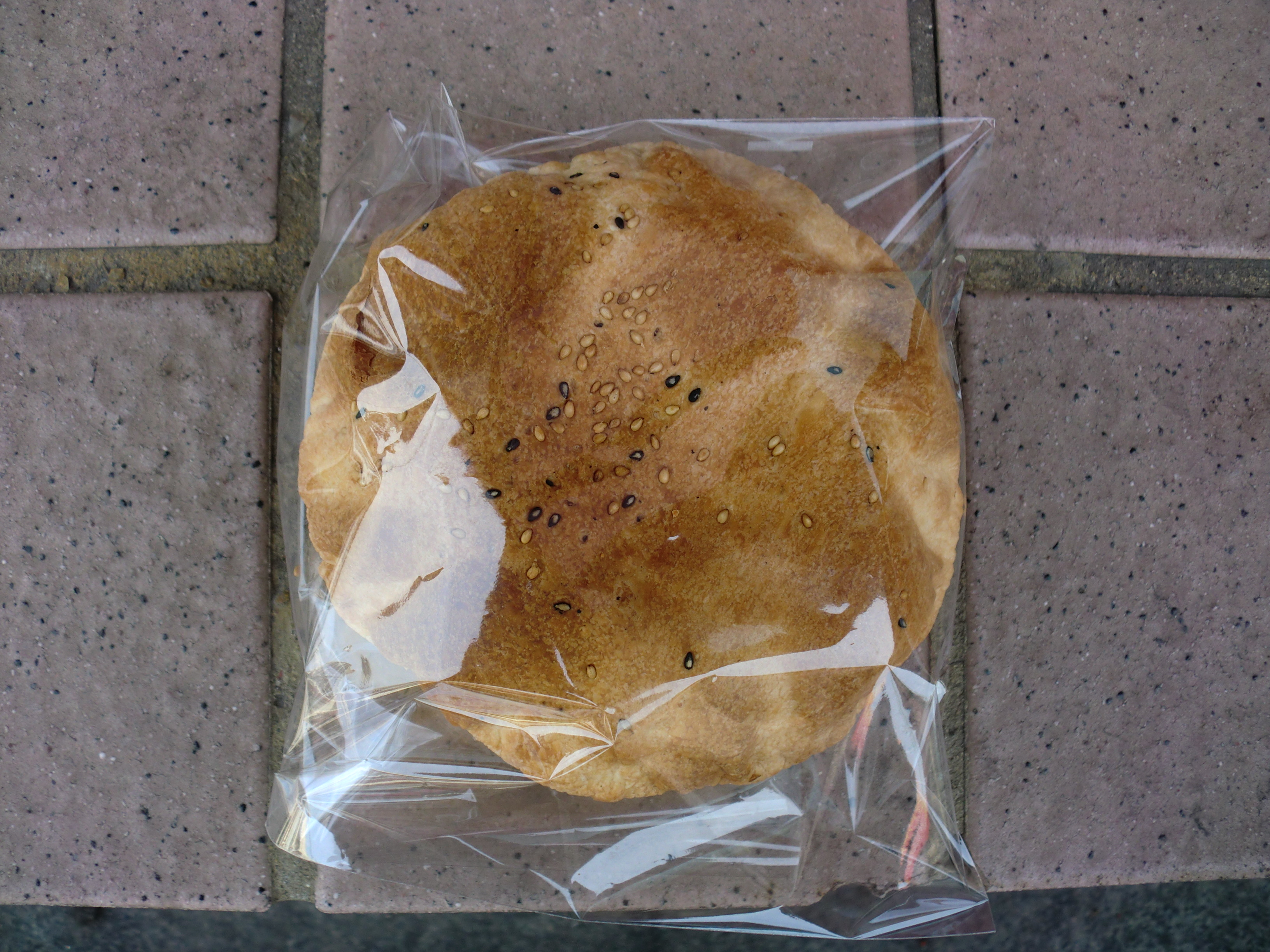
납작한 공갈빵

공갈빵(恐喝빵, 중국어 간체자: 糖鼓火烧)은 중국 다롄의 빵요리이다. 꿀을 바른 안쪽이 텅 비게 부풀도록 구운 중국식 호떡으로, 겉으로 볼 때는 크지만 속은 비어 있기 때문에 ‘공갈빵’이라는 이름이 붙었다. 인천 차이나타운 일대와 중구 신포동 일대의 전통시장, 부산 차이나타운에서 판매하는 공갈빵이 잘 알려져 있다.

## 유래
길거리 식품의 일종이다. 중국 음식으로 국내에는 인천 차이나타운 화교들이 팔기 시작하면서 유입되었다. 화교 가족이 4대째 운영하는 복래춘(1951년 개업)은 ‘공갈빵’이라는 이름을 처음 붙인 곳으로 알려진 중국 전통 과자점이다. 3대 사장이 빵 속이 텅 비어 있어 ‘공갈친다’는 항의를 받고, 그 뜻을 몰라 그냥 ‘공갈빵’이라고 이름 붙여 명성을 얻었다고 한다.

## 같이 보기
- 푸리
- 호떡